# Metopodia
Metopodia is een vliegengeslacht uit de familie van de dambordvliegen (Sarcophagidae).

## Soorten
- M. pilicornis (Pandellé, 1895)